# Bell Challenge 2011
Il Bell Challenge 2011 è stato un torneo di tennis giocato sul sintetico indoor. È stata la 19ª edizione del Bell Challenge, che fa parte della categoria International nell'ambito del WTA Tour 2011. Si è giocato al PEPS sport complex di Québec City in Canada, dal 12 settembre al 18 settembre 2011.

## Partecipanti

### Teste di serie
| Nazionalità | Giocatrice                 | Ranking1 | Testa di serie |
| ----------- | -------------------------- | -------- | -------------- |
| Slovacchia  | Daniela Hantuchová         | 23       | 1              |
| Rep. Ceca   | Lucie Šafářová             | 26       | 2              |
| Austria     | Tamira Paszek              | 37       | 3              |
| Canada      | Rebecca Marino             | 41       | 4              |
| Svezia      | Sofia Arvidsson            | 67       | 5              |
| Rep. Ceca   | Barbora Záhlavová-Strýcová | 71       | 6              |
| Stati Uniti | Irina Falconi              | 79       | 7              |
| Georgia     | Anna Tatišvili             | 85       | 8              |

- 1 Ranking al 29 agosto 2011.

### Altre partecipanti
Giocatrici che hanno ricevuto una Wild card:
- Eugenie Bouchard
- Marie-Ève Pelletier
- Aleksandra Wozniak

Giocatrici passate dalle qualificazioni:

- Elena Bovina
- Gail Brodsky
- Julie Coin
- Ashley Weinhold

## Campionesse

### Singolare
Barbora Záhlavová-Strýcová ha battuto in finale  Marina Eraković, 4–6, 6–1, 6–0.
- È il 1º titolo in carriera per Barbora Záhlavová-Strýcová.

### Doppio
Raquel Kops-Jones /  Abigail Spears hanno battuto in finale  Jamie Hampton /  Anna Tatišvili, 6–1, 3–6, [10–6].